# هنري هامبتون
هنري هامبتون (بالإنجليزية: Henry Hampton)‏ هو مخرج أمريكي، ولد في 19 أغسطس 1940 في سانت لويس في الولايات المتحدة، وتوفي في 22 نوفمبر 1998.

## وصلات خارجية
- هنري هامبتون على موقع IMDb (الإنجليزية)
- هنري هامبتون على موقع ميوزك برينز (الإنجليزية)
- هنري هامبتون على موقع أول موفي (الإنجليزية)
- هنري هامبتون على موقع قاعدة بيانات الفيلم (الإنجليزية)
- هنري هامبتون على موقع كينوبويسك (الروسية)